# Río Benue
El río Benue (del francés: la Bénoué) es un largo río de África, el principal afluente del río Níger. La longitud del río es de aproximadamente 1400 km y es navegable casi en su totalidad durante los meses de verano, siendo por ello una importante ruta de transporte de las regiones que atraviesa.El río Benue, que da nombre al estado homónimo de Nigeria, deriva del hidrónimo Ber-nor, una palabra que en lengua tiv significa río o lago de hipopótamos (ber es río o lago, mientras que nor se traduce como hipopótamo). La forma original, Ber-nor, fue corrompida a Benue por los colonos europeos.

## Curso

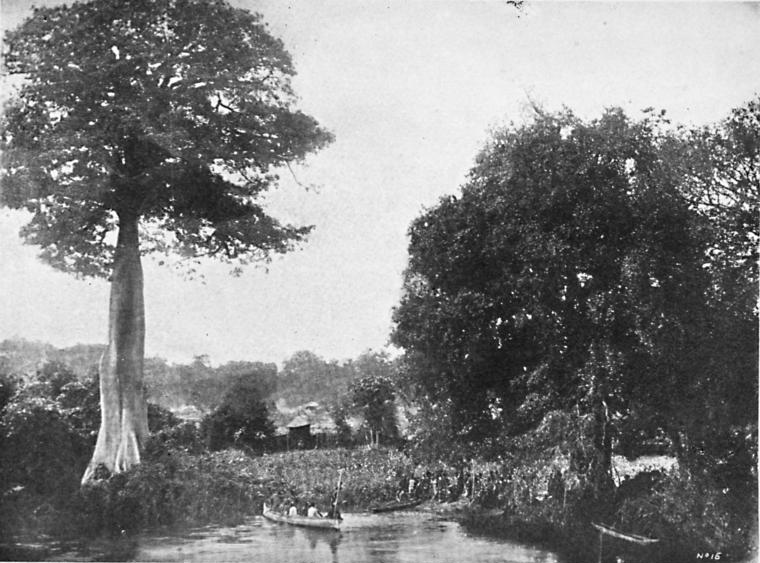
El Benue en Amaran (1900).

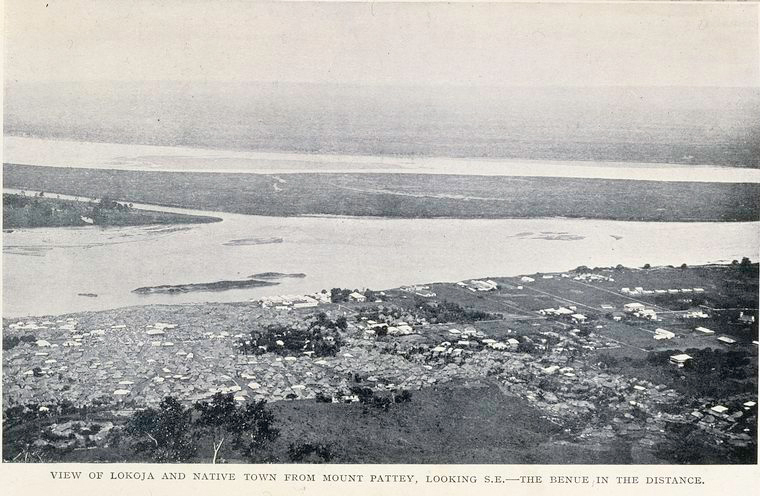

El río tiene una longitud de unos 1400 km. Nace en la meseta Adamawa al norte de Camerún, en la Región del Norte y se dirige al noroeste. Después de recibir al río Rey por la derecha, se encuentra el embalse de Lagdo y, a continuación la población de Garoua, donde gira bruscamente hacia el oeste para dirigirse a Nigeria. En este país, pasa al sur del macizo de Mandara, y atraviesa Jimeta, Ibi y Makurdi antes de reunirse con el Níger en la ciudad de Lokoja, al sur de la capital, Abuya.
En su cabecera, en el macizo de Adamaoua, su cauce ha esculpido un cañón en el acantilado, luego atraviesa el parque nacional de Bouba Ndjida y llega a la región de Garoua. La flora del tramo profundo del río se asemeja en algunos lugares a los bosques del sur del país, en contraste con la flora de la meseta, que es más bien una sabana boscosa, y la flora de la llanura, de naturaleza leñosa y arbustiva.
Los mayores afluentes son el río Gongola (531 km) y el Mayo Kébbi, que lo conecta con el Logone (parte del sistema del lago Chad) durante las inundaciones. Otros afluentes importantes son el Faro, Taraba, Donge y el Katsina Ala (320 km).
En el punto de confluencia el Benue supera al Níger por el volumen (media de descarga antes de 1960: 3400 m³/s frente a 2500 m³/s). Durante las décadas siguientes la escorrentía de los ríos disminuyó notablemente debido a la irrigación.
Numerosos yacimientos de la Edad de Hierro se encuentran dispersos a lo largo de sus orillas.

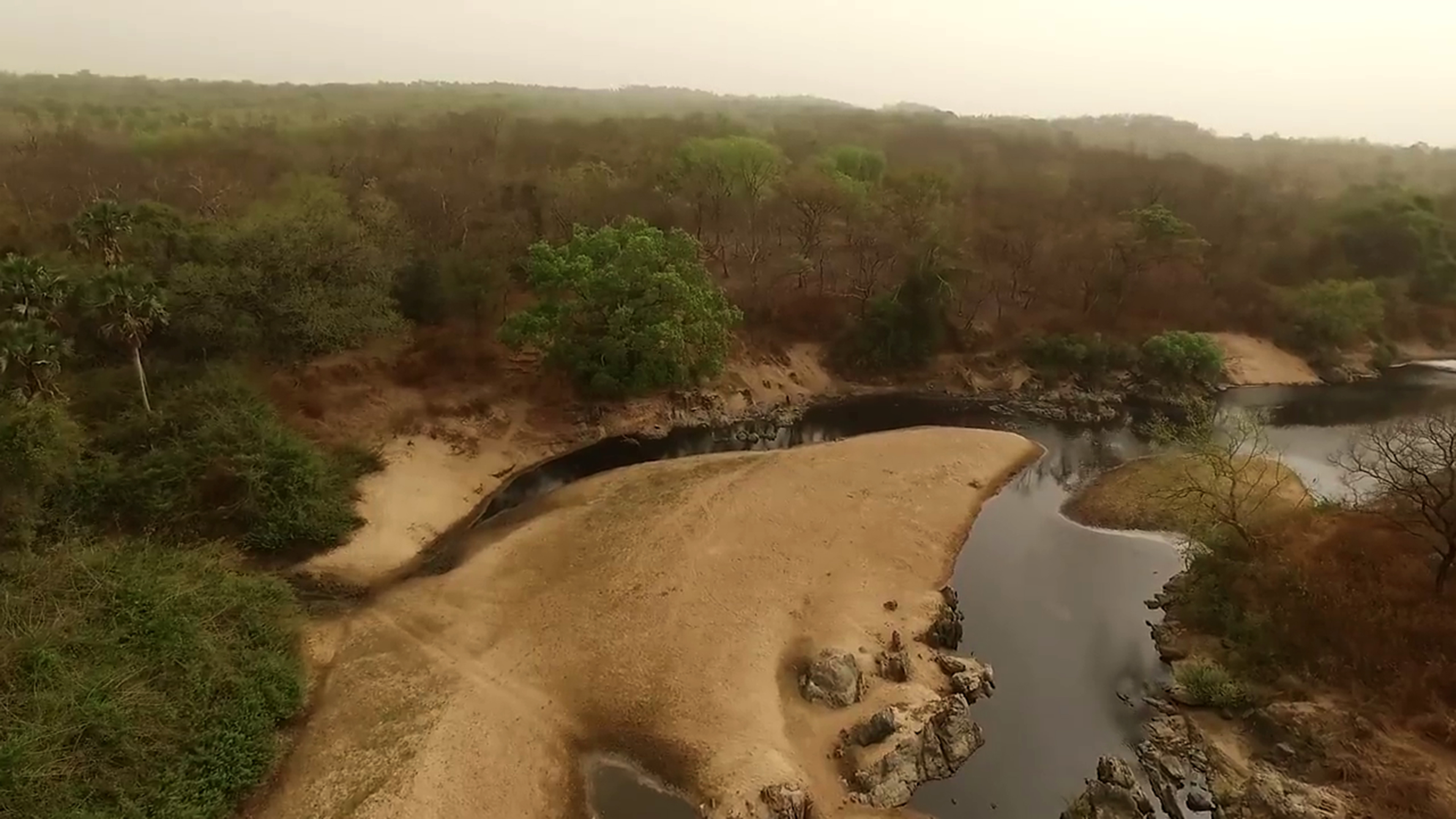
El Benoue visto desde un dron.

## Cuenca del Benue
En Lokoja, el río Benue refuerza al Níger. En el Benue, sólo hay una estación de aguas altas. Debido a la ubicación climática más meridional del Benue, ésta se produce normalmente de mayo a octubre, antes que en el Níger Medio. Durante el periodo 1950-80, el Benue tuvo
un caudal medio en Garoua (Camerún) de 350 metros cúbicos por segundo, de los cuales 250 metros cúbicos por segundo procedían de la presa de Lagdo, medida en Riao, y 100 metros cúbicos por segundo del Mayo Kebi (norte de Camerún y Chad). Utilizando datos intermitentes obtenidos desde 1980, el caudal medio en Garoua sería de 330 metros cúbicos por segundo o un caudal anual de 10,4 kilómetros cúbicos. En condiciones normales, las crecidas pueden alcanzar máximos extraordinarios (6000 metros cúbicos por segundo en 1948) a finales de agosto o septiembre, pero el máximo medio es de aproximadamente 2900 metros cúbicos por segundo. Los caudales bajos podían bajar a sólo decenas de litros por segundo, es decir un caudal casi nulo. Procedente de Camerún, el Benue recibe afluencia del Faro justo antes de la frontera nigeriana (caudal medio anual de unos 310 metros cúbicos por segundo), y aporta 22 kilómetros cúbicos en un año medio (de los cuales sólo 1,6 kilómetros cúbicos proceden de
Chad). La escorrentía total es de 230 milímetros para una precipitación de 1240 milímetros lo que supone un coeficiente de escorrentía del 18,6 %.
En Nigeria, existe una extensa red de afluentes que desembocan en el río Níger. En primer lugar, en la orilla derecha, viene el Gongola, con un caudal medio anual de caudal de 200 metros cúbicos por segundo (la crecida media máxima es de aproximadamente 1200 metros cúbicos por segundo), seguido de los aportes de la orilla izquierda que provienen de zonas montañosas mucho más húmedas (crestas de Camerún, Adamawa, y Jos Plateaus en la orilla derecha) sujetas a un clima tropical de transición más meridional. Estos afluentes -el Taraba, el Donga y el Katsina Ala- tienen una aportación total de caudal de unos 1700 metros cúbicos por segundo en un año medio, o 54 kilómetros cúbicos para 63.500 kilómetros cuadrados de superficie de la cuenca, lo que supone una escorrentía anual total de 844 milímetros. De este total, 14 kilómetros cúbicos proceden de la sección noroccidental de Camerún, donde la cabecera del río Níger cubre sólo 8750 kilómetros cuadrados de superficie, lo que da un promedio de kilómetros cuadrados de superficie, lo que supone una escorrentía media anual de unos 1600 milímetros a partir de una precipitación media de 2600 milímetros (un coeficiente de escorrentía muy elevado, del 60 %). Medidos cerca de su confluencia con el Benue.

## Fauna y flora
El río Benue, alberga una amplia gama de fauna. Fluye a través de países como Nigeria y Camerún, y su ecosistema es rico en biodiversidad. La fauna que se encuentra en y alrededor del río Benue comprende:

### Peces
El río Benue es el hábitat de diversas especies de peces, que son cruciales para la economía local y el suministro de alimentos. Entre las especies comunes se incluyen:
- Peces gato (por ejemplo, especies de Clarias y Heterobranchus): Estos están entre los peces más importantes del río, tanto ecológica como económicamente.
- Tilapia (por ejemplo, especies de Oreochromis): Ampliamente cultivada y consumida en la región.
- Barbos: Estas incluyen varios tipos de peces de agua dulce comunes en los ríos de África Occidental.

### Anfibios
Los anfibios en la región del río Benue incluyen varias ranas y sapos, que contribuyen al equilibrio ecológico:
- Sapo toro africano (Pyxicephalus adspersus): Esta rana grande es notable por su comportamiento de excavación y su papel significativo en el ecosistema local.
- Sapo común (Amietophrynus regularis): A menudo se encuentra en y alrededor de cuerpos de agua, incluidos ríos y estanques.

### Reptiles
Varios reptiles habitan el río y sus alrededores:
- Cocodrilo del Nilo (Crocodylus niloticus): Se encuentra en cuerpos de agua más grandes, incluidos algunos tramos del río Benue, y es un depredador importante en el ecosistema acuático.
- Serpientes de agua: Varias especies de serpientes de agua están presentes, desempeñando un papel en el control de las poblaciones de peces y otros pequeños organismos acuáticos.

### Aves
El río es un hábitat importante para numerosas especies de aves:
- Águila pesquera africana (Haliaeetus vocifer): conocida por sus impresionantes habilidades para pescar y su canto icónico, a menudo se la ve cerca de los cuerpos de agua.
- Martinete (por ejemplo, especies de Halcyon): estas coloridas aves son cazadoras expertas de peces y otros organismos acuáticos.
- Garzas y egrets: estas aves zancudas se encuentran comúnmente a lo largo de las orillas del río, alimentándose de peces y anfibios.

### Mamíferos
Aunque no tan abundantes como en otros hábitats, algunos mamíferos utilizan el entorno del río Benue:
- Hipopótamos (Hippopotamus amphibius): aunque son más comunes en cuerpos de agua más grandes, los hipopótamos pueden encontrarse en ciertos tramos del río Benue.
- Nutrias (por ejemplo, Aonyx capensis): estos mamíferos acuáticos están presentes en el río, alimentándose de peces y anfibios.

### Invertebrados
El río alberga una variedad de invertebrados, que desempeñan roles cruciales en el ecosistema acuático:
- Libélulas y caballitos del diablo: sus larvas son componentes importantes de la red alimentaria acuática.
- Insectos acuáticos: varias especies de escarabajos, efímeras y tricópteros habitan el río, contribuyendo a la biodiversidad del río.

### Vida vegetal y su impacto en la fauna
La vegetación ribereña a lo largo del río Benue apoya a su fauna al proporcionar hábitat y fuentes de alimento. Plantas como juncos, lirios de agua y varias gramíneas ofrecen refugio y lugares de reproducción para muchas especies acuáticas.

## Grandes inundaciones

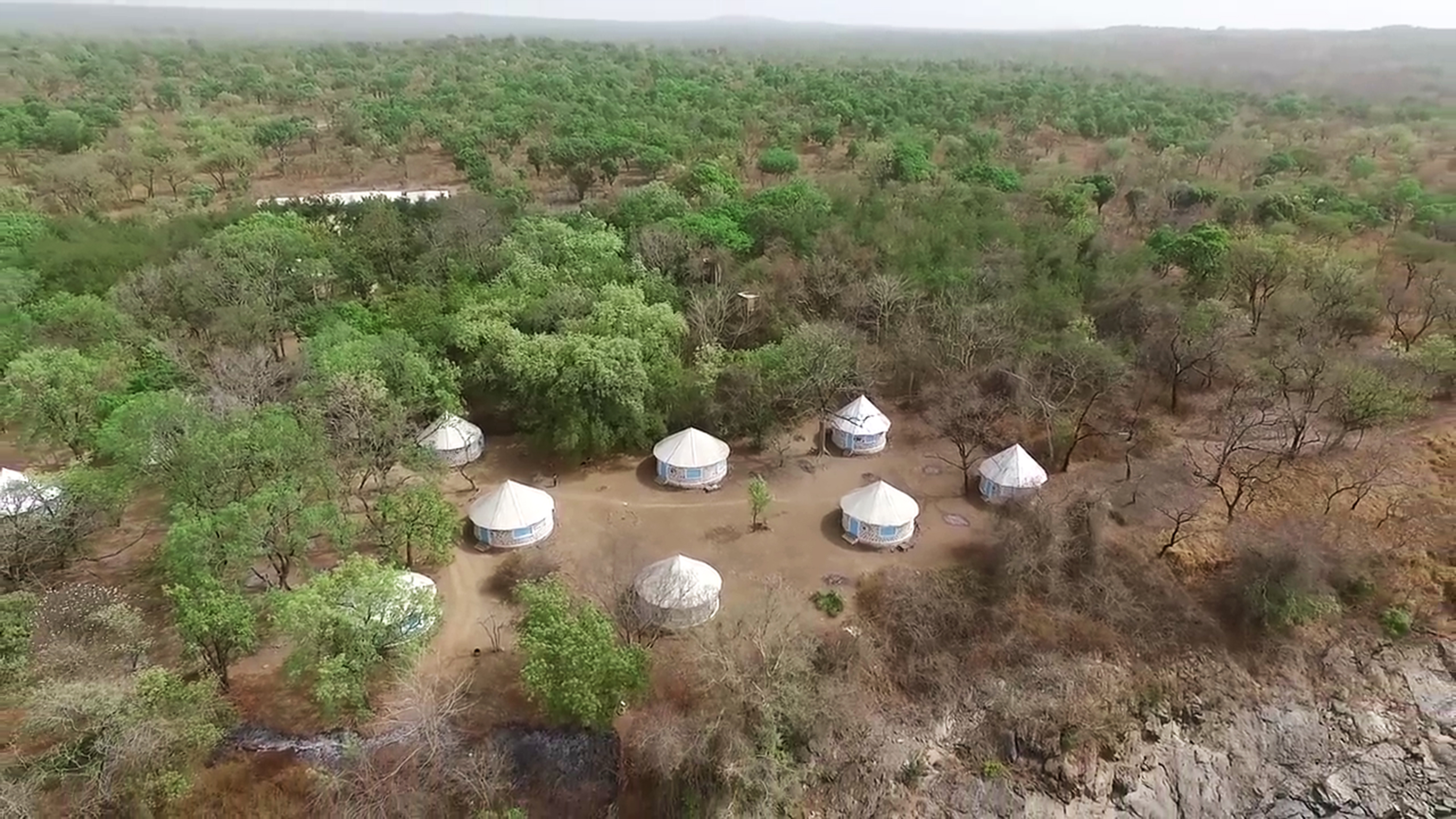
Vista de dron del Parque Nacional Benoue que está situado en la región norte de Camerún.

La Agencia Nacional de Gestión de Emergencias de Nigeria (NEMA, por sus siglas en inglés) realizó un "análisis de gestión de riesgos de catástrofes" y aconsejó a los Ministerios, Departamentos y Agencias (MDA, por sus siglas en inglés) que tomaran medidas proactivas para mitigar el impacto del cambio climático. La agencia aconsejó que las masas de agua de algunos estados se desarenaran y dragasen periódicamente para disponer de agua para diversos fines. La agencia instó a las instituciones pertinentes a llevar a cabo un seguimiento rutinario de las presas y masas de agua para garantizar el cumplimiento de la curva de reglas de funcionamiento de embalses.
La Agencia Nacional de Gestión de Emergencias de Nigeria (NEMA) realizó un "análisis de la gestión del riesgo de catástrofes" y aconsejó a los Ministerios, Departamentos y Agencias (MDA) que tomaran medidas proactivas para mitigar el impacto del cambio climático. La agencia aconsejó que las masas de agua de algunos estados se desarenaran y dragaran periódicamente para que el agua estuviera disponible para diversos fines. La agencia instó a las instituciones pertinentes a llevar a cabo un seguimiento rutinario de las presas y masas de agua para garantizar que se respeta la curva de la regla de funcionamiento de los embalses.

### Inundación de 2022
En octubre de 2022, los agricultores del estado de Adamawa se esforzaron por limpiar los restos de las cosechas destruidas por una inundación a lo largo del valle del río Benue. El desastre de las inundaciones afectó a muchas comunidades de los 36 estados de Nigeria, con cientos de pueblos y centros urbanos sumergidos en el agua. El desastre trastornó a más de 2,4 millones de personas y se registraron más de 600 víctimas mortales. Además, fueron arrasadas extensas hectáreas de tierras de cultivo en los estados afectados.
El viernes 23 de septiembre de 2022, las inundaciones afectaron a todas las áreas de gobierno local ribereñas de Benue, según el comisario estatal de Recursos Hídricos y Medio Ambiente, Godwin Oyiwona. Las inundaciones afectaron a Makurdi, Agatu, Logo, Guma, Buruku, Otukpo y Gwer-West. El gobierno está trabajando para mitigar los efectos de las inundaciones y ha liberado fondos para limpiar la cuenca del Idye..
Los más afectados son sobre todo los residentes de las comunidades agraria que albergan los principales afluentes del río Benue que atraviesa siete de los 21 gobiernos locales del estado. En tres meses, 12 Local Government Areas (LGAs) quedaron sumergidas, afectando a 82.730 residentes, 13.788 hogares, 51 heridos y 27 muertos. También quedaron destruidas tierras de cultivo valoradas en miles de millones de nairas.

#### Enero de 2020
El presidente Muhammadu Buhari ha inaugurado un proyecto de canal de drenaje de 3,35 km en Makurdi, Benue, para hacer frente a los problemas ecológicos de la comunidad de Idye. El proyecto, que forma parte de los 17 proyectos de intervención ecológica, fue aprobado por el presidente en el cuarto trimestre de 2017 y completado en 48 semanas. El proyecto pretende hacer frente a los efectos devastadores de la erosión y las inundaciones en la comunidad, poniendo de relieve el compromiso del Gobierno Federal para hacer frente a los problemas y hacer que la vida tenga más sentido para los ciudadanos.

### Inundación de 2017
La Agencia de Noticias de Nigeria (NAN), informa de que la comunidad de Idye fue una de las zonas más afectadas por las inundaciones de 2017, que desplazaron a más de 120.000 personas en la capital del Benue, Makurdi. Las inundaciones devastaron más de 200 hogares en Makurdi.

## Historia
Durante la época medieval, el Benue fue una importante vía fluvial para el transporte de mercancías y personas. La fértil región triangular alrededor de la confluencia de los ríos Níger y Benue ha estado habitada por varios pueblos, entre ellos los nupe, kwararafa, igala, igbira y jukun. Durante los siglos XIV y XV, estos pueblos pudieron aprovechar la riqueza agrícola para comerciar con los estados yoruba situados río abajo y con las caravanas terrestres que traían mercancías desde y hacia el Sudán.

### Exploración
El Benue fue descubierto por Heinrich Barth en 1851 y nuevamente en 1854 por Eduard Vogel; William Balfour Baikie fue el primero en navegarlo en un barco de vapor cerca de las fronteras de Adamaua en 1854 y 1857-58. Desde entonces, sus tramos inferiores han sido utilizados con mucha frecuencia, también por Gerhard Rohlfs, Adolph Burdo y Eduard Flegel, quienes también descubrieron las nacientes en 1882. Este río, que fluye a través de vastas tierras fértiles y ricas, fue una vez una de las puertas de entrada más importantes al interior de África. El lugar más importante de sus costas en el siglo XIX era Yola en Adamaua, entonces puerto de marfil (60-80 toneladas anuales); más al oeste, un poco al sur de Benue, se encuentra el igualmente importante Wukari.
Desde Adamaua en adelante, los Benue formaron la frontera entre el área de Sokoto y las tierras yoruba al sur en el siglo XIX .

## Contaminación
Benue Hike Tourism y Conservation Foundation, en un intento por mantener el río protegido de diversas formas de contaminación, informaron al Gobierno del Estado de Benue sobre las irregularidades de algunas empresas del estado por verter residuos en el río. En el río Benue se vertían residuos como etanol, que podían causar fácilmente daños a la vida humana y mamíferos acuáticos. Posteriormente, el gobierno del estado de Benue intentó inmediatamente solucionar el problema para evitar más daños a sus ciudadanos.